# Dycladia basimacula
Espèce
Dycladia basimacula est une espèce de lépidoptères (papillons) de la famille des Erebidae et de la sous-famille des Arctiinae. Elle a été décrite par l'entomologiste américain William Schaus en 1924. On la trouve au Venezuela et sur l'île de Trinité.